# Alconaba
Alconaba è un comune spagnolo di 166 abitanti situato nella comunità autonoma di Castiglia e León.